# Сигара

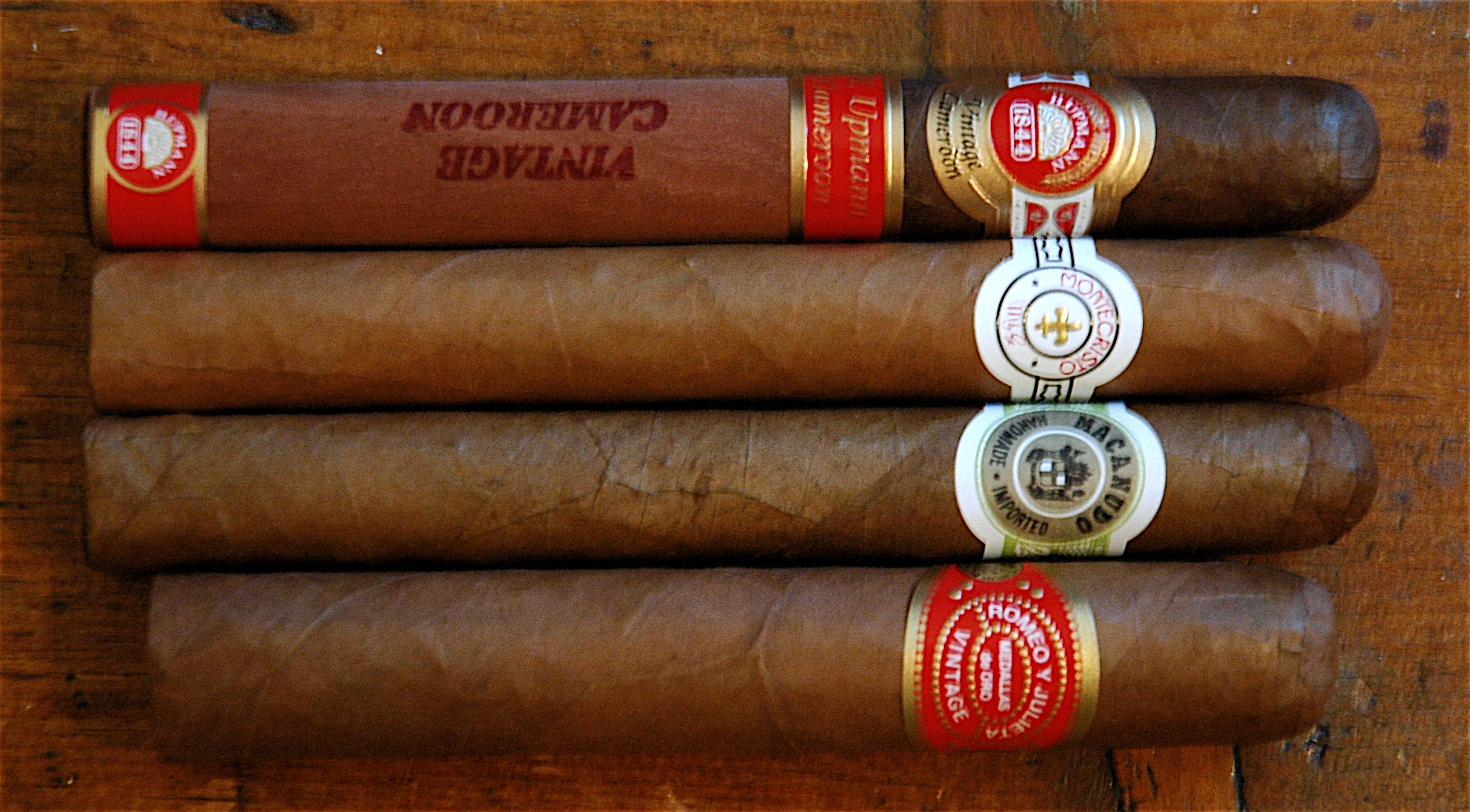
Сигары разных марок

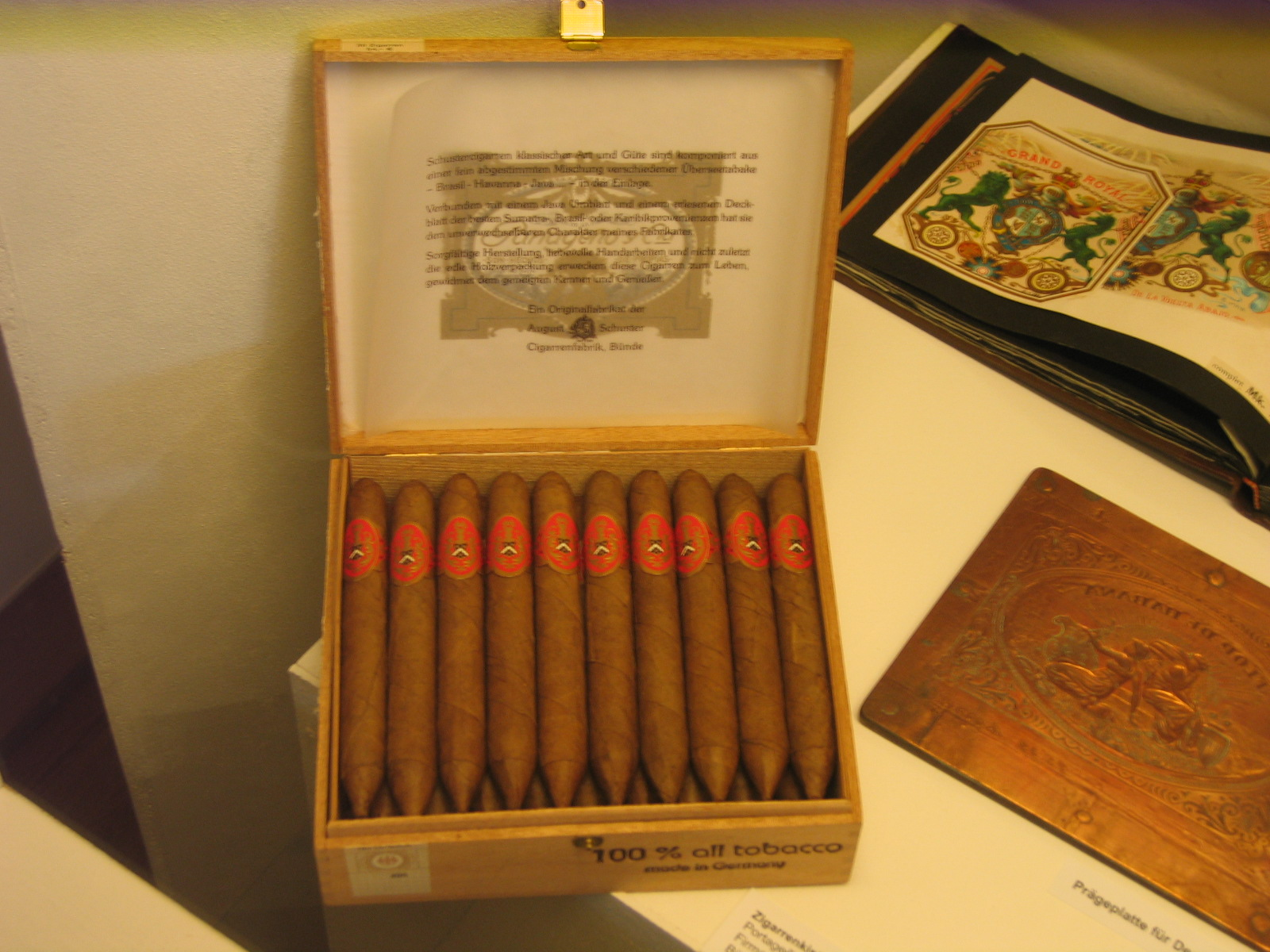
Коробка сигар

Сига́ра (из фр. cigare через исп. cigarro), Цыгара (устаревшее) — скрутка из листьев табака цилиндрической (или близкой к ней) формы, которую можно курить в том виде, как она есть.
Первые сигары стали набирать популярность ещё в XVI веке в среде испанских конкистадоров, спустя сотню лет появились в Европе, а после отмены испанской монополии на кубинский табак в 1817 году распространились по всему миру.
Сегодня большинство известных марок сигар производится на Кубе, а также в Доминиканской Республике, Гондурасе, Никарагуа и других странах Карибского бассейна.

## История
Название «сигара» происходит от испанского слова cigarro, которое наиболее вероятно произошло от слова sik’ar (или sic’ar), обозначавшее на юкатекском языке майя процесс курения табака.
Курение скрутки из листьев пришло в Европу от индейцев в результате экспедиций Христофора Колумба. В октябре 1492 года европейцы, высадившиеся на землях Южной Америки, заметили, что местные жители используют подожжённые листья маиса (кукурузы), обёрнутые вокруг листьев растения «cohiba», дающего при горении ароматный дым, для вдыхания во время ритуальных обрядов. Позднее этим словом на Кубе была названа известная марка сигар. А первым европейцем, попробовавшим курение табака, стал спутник Колумба капитан Родриго де Херес, впоследствии столь пристрастившийся к табаку, что по возвращении в Испанию после публичных демонстраций умения «пить дым» был посажен в тюрьму властями, решившими, что в него вселился дьявол.
Однако то, что курили индейцы, лишь отчасти напоминало современную сигару. Только в XVII веке в среде испанских конкистадоров постепенно возникла идея сигары, скрученной из листьев табака. Первая фабрика по производству сигар появилась в 1541 году на Кубе. Но в Европу они попали лишь в 1717 году, где до этого табак нюхали или курили только в трубках.
Двухвековая монополия испанцев на кубинский табак началась с указа испанского монарха Филиппа III от 20 октября 1614 года, которым он не только разрешил свободное возделывание табака, но и приказал его излишки доставлять в Испанию. А 11 апреля 1717 года Филиппом V был выпущен документ, вошедший в историю под названием Estanco del Tabaco, который устанавливал королевскую монополию на табак, выращиваемый на Кубе. Это решение вызвало массовые волнения среди табачных плантаторов — «вегерос». С этого времени, Куба становится основным производителем табака для сигар, но скручивались они преимущественно в Испании и даже назывались «севиллами», по названию г. Севильи.
Во второй половине XVIII века «крутить» сигары научились во Франции и Германии, а чуть позже — и в США.

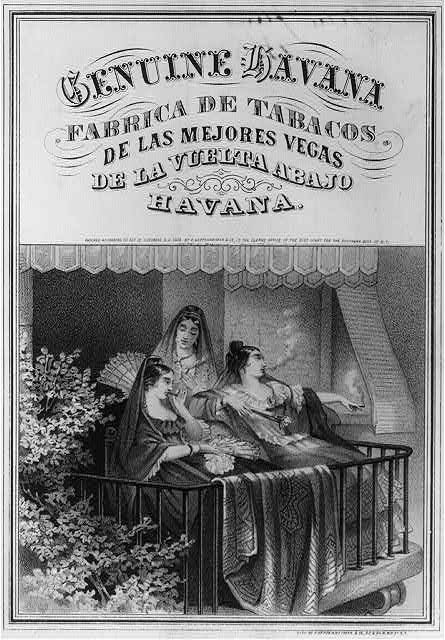
Реклама кубинских сигар, 1868 год

Испанская монополия продолжалась до 23 июня 1817 года, когда, благодаря Королевскому декрету, Куба получила возможность самостоятельной внешней торговли. В результате этого решения (а также благодаря налоговым льготам) на Кубе началось развитие сигарных мануфактур — «В середине XIX века только в Гаване на 377 мануфактурах изготавливали сигары 800 марок — на все вкусы. Были среди них и сигары с русскими санями на коробках — для экспорта в Россию».
Тогда же появились такие знаменитые марки кубинских сигар, как
- «Por Larranaga» (1834)[8]
- «H. Upmann» (1844)[9]
- «Punch» (1840)
- «Partagas» (1845)[10]
- «Ramon Allones» (1846)
- «Sancho Panza» (1848)
- «Romeo y Julieta» (1873)[11]
- «La Flor de Cano» (1884)
- «Hoyo De Monterrey»(1885)
- «La Gloria Cubana» (1885)

Всего к концу XIX века на Кубе насчитывалось около 120 табачных фабрик, на которых производились примерно 300 различных марок сигар.
В 1920-е годы мода на сигары достигла апогея. Сигары стали курить повсеместно, они стали неизменным атрибутом каждого уважающего себя джентльмена. Послеобеденная сигара в компании с бокалом бренди или портвейна стала традицией во многих странах.
После кубинской революции 1959 года многие владельцы и мастера сигарного бизнеса перебрались с Кубы в Доминиканскую Республику и другие страны Карибского бассейна, где в 1962 году, после введения США эмбарго на кубинские товары, начинался расцвет производства сигар. Тем не менее, революция дала толчок к развитию кубинских марок: в это время появляются такие сигарные бренды, как Cohiba, Trinidad, Vegas Robaina, Cuaba.
С середины 1960-х наблюдалось некоторое затишье в популярности сигар, прекратившееся лишь в 1980-е годы, когда сигары стали курить многие кинозвёзды, подавая тем самым пример для подражания.
В последние годы традиционная школа производства сигар возрождается и развивается в Доминиканской Республике и Гондурасе, Никарагуа, Мексике и США. На звание поставщика роскошных сигар стали претендовать и другие страны Карибского бассейна и Латинской Америки: Ямайка, Бразилия, Панама, Коста-Рика.
В Бельгии (Герардсбергене), Германии (Бюнде) и других странах существуют музеи сигар.

## Изготовление

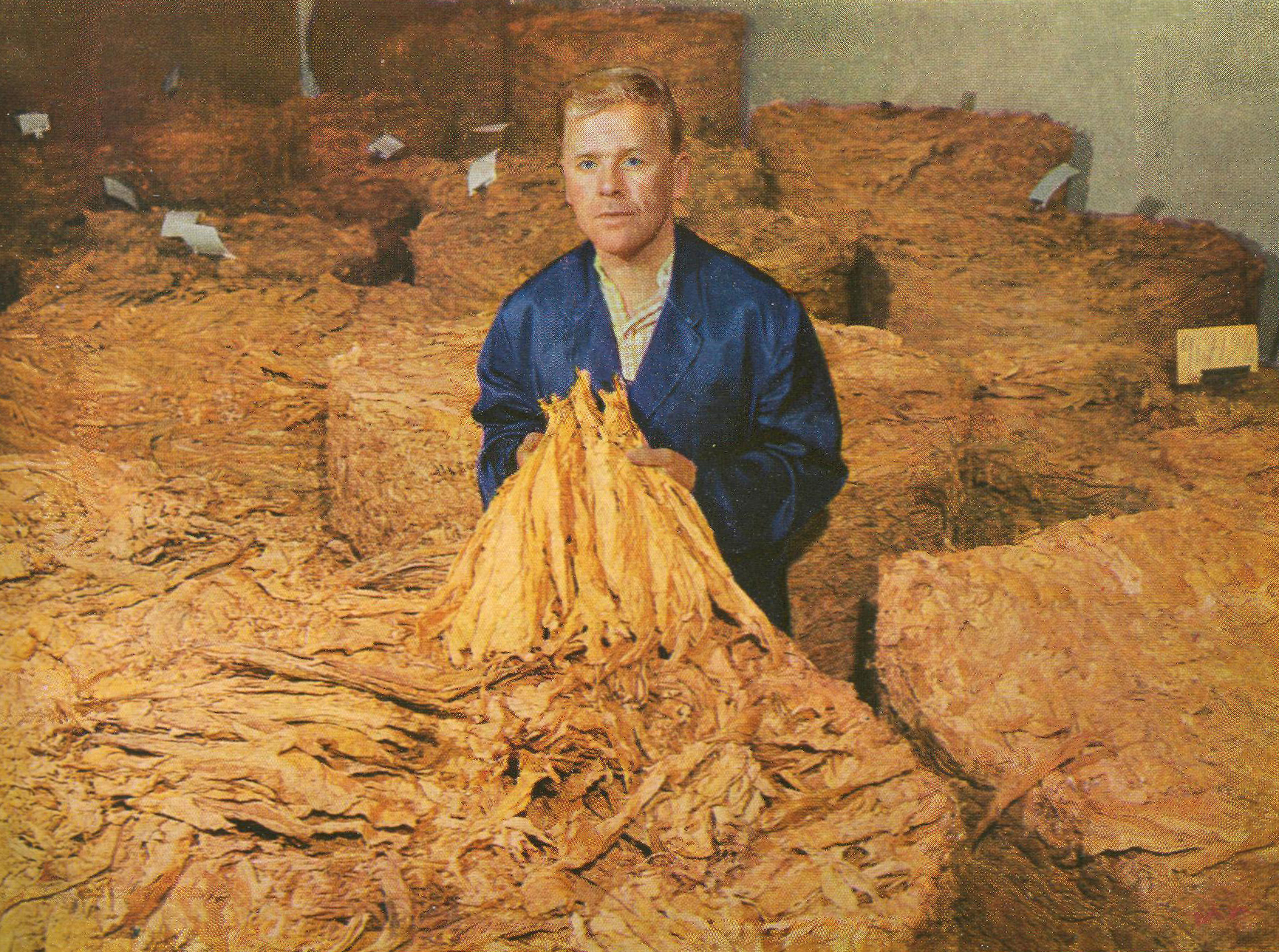
Высушенное табачное сырье

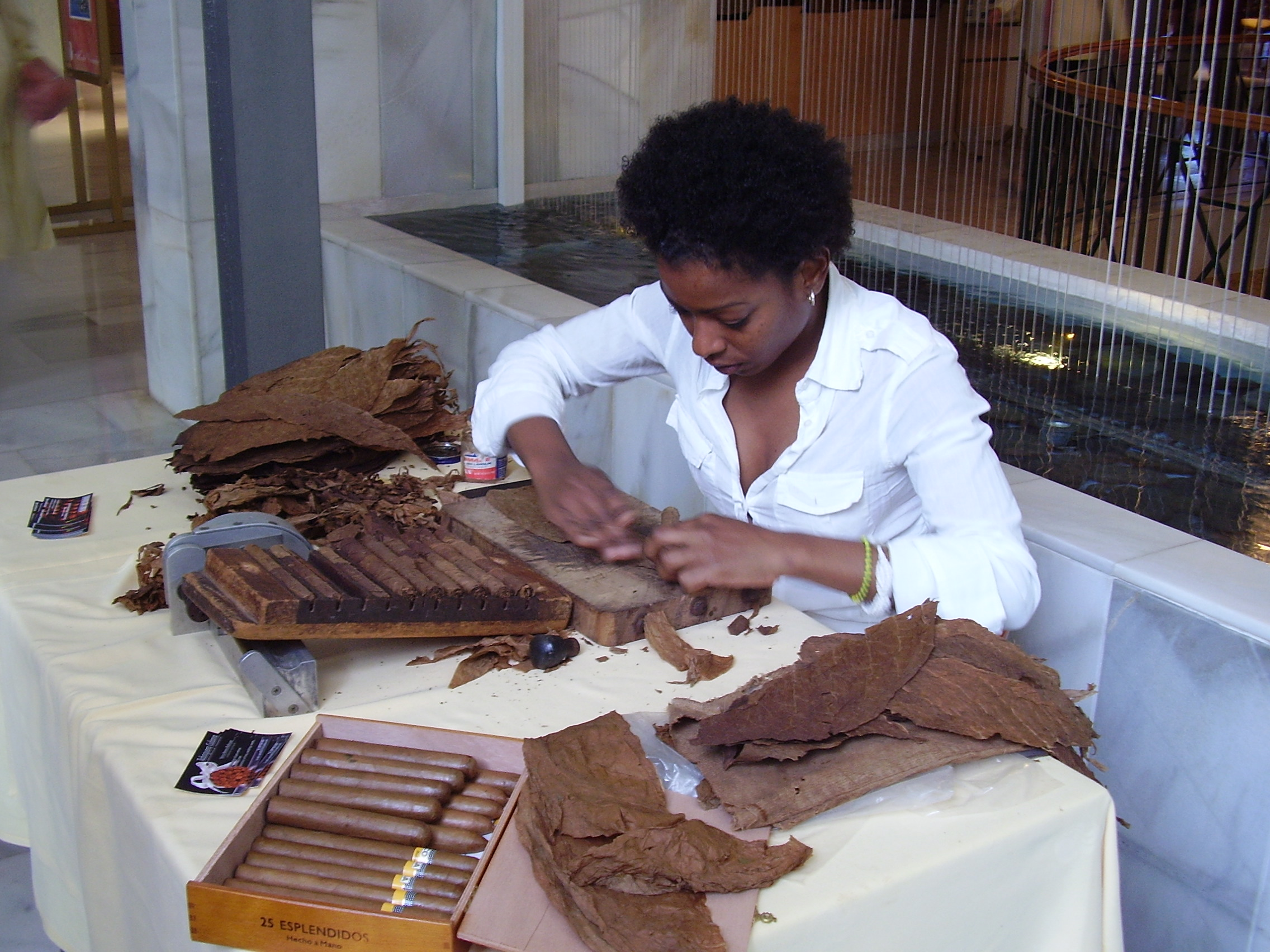
Процесс скрутки сигар

На табачных плантациях семена табака проращивают около 45 суток в питомниках, получая готовые саженцы. Затем их высаживают в грунт, после чего начинается активный рост табачных кустов в период с октября по декабрь.
При достижении необходимой высоты (около полутора метров) с куста удаляют центральную почку, после чего растут только его листья. Зрелый табачный куст имеет от шести до девяти пар листьев, каждая из которых собирается работниками один раз в неделю. Этап сборки листьев обычно происходит с начала года и до марта.
Собранные листья отправляются в сушильный дом, где происходит процесс curado — сушка в специальных условиях, защищёнными от попадания солнечных лучей в течение 50 дней. В это время происходят изменения в химическом составе листа. Затем листья скатываются в полуметровые кипы и оставляются на месяц, во время чего происходит процесс ферментации табака. После этого листья тщательно отбирают и сортируют. Затем табак увлажняют, из листьев удаляются черенки и производится окончательная досушка в течение нескольких дней. Готовые листья упаковываются в специальные тюки и отправляются на сигарную фабрику.
Существует три основных способа производства всех продающихся в данный момент сигар: Totalmente a mano (сделанные полностью вручную, без использования машинки), Hecho a mano (сделанные вручную с машинкой) и Machine (полностью машинная скрутка). Человек, который занимается скруткой сигар, называется торседор.
- Totalmente a mano. Эти сигары считаются наиболее благородными из всех, соответственно, и наиболее дорогостоящими[15]. В качестве наполнителя обычно выступают наиболее ценные листья, которые крутильщик аккуратно сворачивает, после чего помещает в связующий лист и, наконец, оборачивает покровным листом хорошего качества. Затем к сигаре приклеивается шапочка и обрезается всё лишнее[16]. От правильности выполнения всех этих действий зависит свобода циркуляции дыма при курении будущей сигары и её эстетичный внешний вид. Процесс выполняется полностью вручную, без каких-либо специальных приспособлений, поэтому требует большого опыта крутильщика.

- Hecho a mano. При производстве данного типа сигар крутильщик, обернув наполнитель первым связующим листом, помещает заготовку на полчаса в специальную машинку-пресс. Все остальные операции, включая оборачивание покровным листом, выполняются торседором вручную[17].
- Machine. Сигары машинной скрутки производят на фабриках со специальными станками. Они бывают двух типов: с наполнителем из цельных листьев (достаточно редкое явление) и с наполнителем из резаного табака. Сигары второго типа составляют подавляющее большинство продающихся на рынке сигар. Для машинного способа производства сигар используются менее благородные сорта табака. Листья, применяемые в качестве покровных, не выглядят так привлекательно, как те, что идут на более дорогие сигары. Чтобы придать им более презентабельный вид, производители используют различные ухищрения, например, покрывают сигару тонким слоем из раствора табачного порошка. Часто в такие сигары добавляют различные ароматизаторы: шоколад, вишню, ваниль и другие[источник не указан 4496 дней].

## Производители
На данный момент (второе десятилетие XXI века) в мире насчитывается около полусотни основных марок сигар, большинство из которых производятся на Кубе, остальные преимущественно в Доминиканской Республике, Гондурасе, Никарагуа, США и Мексике.
Некоторые популярные марки сигар:
- Куба: Cohiba, Cuaba, Montecristo, Partagas, Por Larranaga, Romeo y Julieta, Hoyo de Monterrey, H. Upmann, Punch, Bolivar.
- Доминиканская Республика: Arturo Fuente, Don Miguel, Credo.
- Никарагуа: Carlos Torano, La finca, Nicarão.
- Гондурас: Astral, Gurkha, Maya, Flor de copan.
- Мексика: Cruz Real, Santa Clara, Te Amo.

В России как минимум с 1914 года, во времена СССР и в настоящее время сигары выпускает Погарская сигаретно-сигарная фабрика.

## Описание

### Строение
Сигара состоит из трёх компонентов: наполнитель из табачных листьев (tripa), занимающий большую часть объёма сигары, связующий лист (capote), придающий сигаре форму, и покровный лист (capa), оборачивающий сигару снаружи.
Наполнитель — это сердцевина сигары, оказывающая основное влияние на её вкус и аромат. Он обычно составляется из нескольких типов табачных листьев, разрезанных полосками или порубленных (в более дешёвых сигарах). В сигарах среднего и большого диаметра в состав наполнителя входят три типа листьев: ligero (верхний лист табачного куста, получающий больше всего солнечного света и дающий крепость будущей сигаре), seco (небольшие светлые листья, ответственные, весьма условно, за аромат) и volado (нижние листы растения, обеспечивающие горение сигары). Считается, что именно качественный наполнитель обусловливает благородство сигары, поэтому ингредиенты сигарных смесей производители нередко хранят в секрете. В тонких сигарах крепкий лист не кладут вообще.
Связующий лист нужен для того, чтобы придать сигаре необходимую форму, скрепляя вместе листы её наполнителя. Для данного типа листьев, в первую очередь, важны прочность и упругость, а аромат является второстепенной характеристикой, на которую производители обращают внимание только в наиболее дорогих сортах сигар. В дешёвых сигарах машинной скрутки связующий лист может отсутствовать вовсе. В этом случае они могут быть отнесены к сигариллам.
Покровный лист — оболочка сигары, определяющая её внешний вид.

#### Внешние части
Принято выделять три части готовой сигары: головка, корпус и ножка.
Головка — это кончик сигары, который курильщик подносит ко рту во время курения. Головка сигар, скрученных вручную, всегда запечатана, и требует предварительной обрезки перед курением. При машинном же способе производства сигары чаще всего продаются уже полностью готовыми к курению: их головки либо обрезаны, либо имеют круглое отверстие по центру.
Между двумя концами располагается основная часть сигары — корпус, в котором циркулирует ароматный дым. На корпусе сигары, зачастую ближе к её головке, производители размещают сигарный бант — бумажное кольцо с логотипом сигарной марки или другими отличительными изображениями.
Ножкой называется противоположный конец сигары, к которому подносят источник пламени при зажигании. Кроме редких исключений, сигары продаются с открытым срезом со стороны ножки.

### Форма и размер

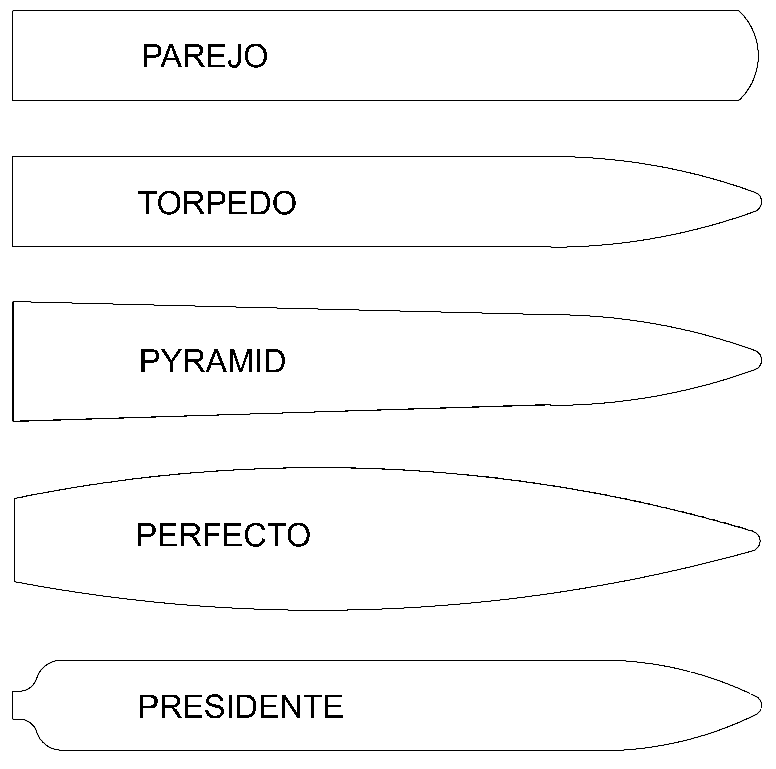
Основные формы

Формат сигары — это сочетание характеристик её формы, длины и диаметра. Все форматы сигар принято делить на две основные группы: прямые (parejos) — это сигары ровной цилиндрической формы, закругляющиеся со стороны головки, и фигурные (figurado), которая включает в себя такие формы сигар как pyramid (torpedo), perfecto, campana (belicoso), culebra и другие. Для курильщика разница между ними (помимо внешнего вида) заключается в более ярко выраженных изменениях вкуса в процессе курения у фигурных сигар. Не существует единой мировой классификации сигарных форматов, поэтому у разных производителей под одним и тем же названием могут быть сигары разной формы, а сигары одинакового профиля могут именоваться по-разному.

#### Форматы прямых сигар
Сигары наиболее распространённой, прямой формы (parejo), принято классифицировать по соотношению длины и диаметра. Диаметр сигары, помимо размера в миллиметрах - принято измерять в специальных единицах, равных 1/64 дюйма. Диаметр, указанный в таких единицах - называется cepo (калибр) или англ. ring gauge. Вкус сигары зависит от соотношения листьев мешки и всегда содерждит максимум 1 лист "лихеро", с вершины табачного куста (самый крепкий). Чем толще сигара - тем больше вариантов замеса начинки из листьев нижней ("воладо") и средней части ("секо"), с добавлением от 1/4 до целого "лихеро". Ниже приведены размеры основных форматов прямых сигар на кубинских фабриках. У некубинских производетелей нет одной общей градации, их форматы разделяют по "семействам". 
Названия многих форматов ведут своё начало от имён собственных. Например, формат "робусто", то есть "толстый", изначально назывался "ротшильд" (сохранен в линейках некубинских брендов) - этот формат был изначально скручен для барона Ротшильда, который был небольшого роста и полный.  
| Формат         | Диаметр, cepo (мм) | Длина, мм |
| -------------- | ------------------ | --------- |
| Piramide       | 52 (20,64)         | 156       |
| Campana        | 52 (20,64)         | 140       |
| Robusto        | 50 (19,84)         | 124       |
| Double Corona  | 49 (19,45)         | 194       |
| Gran Corona    | 47 (18,65)         | 235       |
| Churchhill     | 47 (18,65)         | л 178     |
| Corona Gorda   | 46 (18,26)         | 143       |
| Dalia          | 43 (17,07)         | 170       |
| Corona Grande  | 42 (16,67)         | 155       |
| Corona         | 42 (16,67)         | 142       |
| Petit Corona   | 42 (16,67)         | 129       |
| Minuto         | 42 (16,67)         | 110       |
| Lonsdale       | 42 (16,67)         | 165       |
| Laguito № 1    | 38 (15,08)         | 192       |
| Laguito № 2    | 38 (15,08)         | 152       |
| Demi Tasse     | 32 (12,70)         | 100       |
| Panetela Larga | 28 (11,11)         | 175       |
| Laguito № 3    | 26 (10,32)         | 115       |

#### Форматы фигурных сигар
Самой распространенной фигурной сигарой является Piramide, она же в некубинской версии Torpedo - узкая с одного конца и обрезанная стандартно с другого.  Изначально эти 2 формата различались тем, что "пирамида" постепенно расширялась до самого конца, а "торпеда" имела ровное целлиндрическое тело, сужение только в начале, потом эти форматы слились в единый стандарт. Doble Figurado (Perfecto) — сигара, толстая в средней части и сужающаяся к концам, изначальная форма сигары с конца 19 века, которая сначала преобразовалась в "пирамиде", а потом и в "парехо". На данный момент на Кубе производится целый бренд Cuaba, линейка которого состоит исключительно из формата doble figurado.
В литературе и просто в обиходе при описании «обтекаемых» аэродинамичных форм продолговатых предметов, круглых в сечении и сужающихся к концам, часто используется образное словосочетание «сигарообразная форма». Например, оно очень часто применяется для описания формы или вида дирижаблей, став для них уже практически банальным эпитетом.
Однако лишь примерно 5 % сигар от общего количества выпускаемых сигар имеют форму «perfecto», действительно слегка напоминающую дирижабль. Такие изделия выпускаются исключительно ручным способом, требующим редкой и высочайшей квалификации рабочего-скрутчика и более сложной подготовки сырья. Среди сигар формы perfecto средний процент неудачно скрученных несколько выше, чем среди обычных «цилиндров». Все эти факторы приводят к тому, что сигары формы perfecto обычно оказываются заметно дороже обычных и поэтому не получили широкой популярности, сосредоточившись в основном в разряде «элитных» изделий, доступных богатым людям. Это породило ещё один стереотип, когда на карикатурных рисунках «капиталиста» с сигарой в зубах почти повсеместно изображается perfecto.

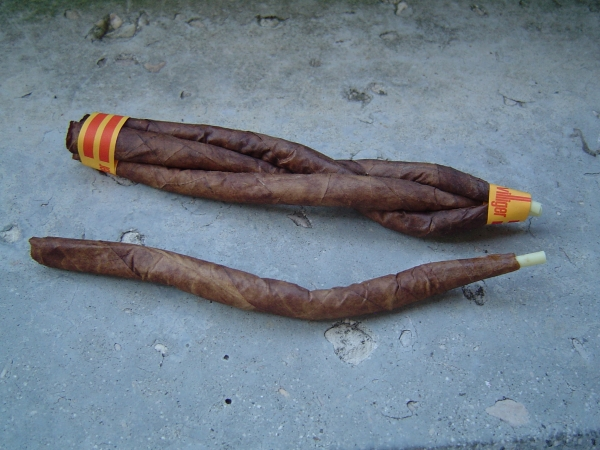
Кулебра

В прошлом была распространенной практика выпуска небольших тонких сигар неправильной формы, таких как Кулебра, объединявшихся в связку по 3-5 штук для лучшей сохранности без коробки. Для достижения такой формы, а также общей плотности связки и прочности её на излом, сигары соединяют в полусыром виде и досушивают до кондиции уже в связке. Из-за этих особенностей технологии данная форма подходит для очень ограниченного выпуска сигар традиционных марок, таких, например, как «тосканские». История возникновения традиции выпуска связок Кулебра, а также формы Fuma (это сигары некруглого сечения и неплотной скрутки, обычно с тонким покровным листом, скрученным на обоих концах в «хвостик», также выпускаемые полусырыми и доходящие до кондиции в бумажном пакете, объединяющем 20-25 сигар) тесно связана с традицией фабричного выпуска сигар не только для продажи, но и для снабжения самих работников, для которых дешевые и удобные в хранении Кулебры и Фума были предпочтительнее более дорогих и уязвимых в хранении «коробочных» форматов.

### Цвет
Покровный лист определяет цвет сигары и может принимать семь основных значений:
|                 | Цвет                                 | Описание |
| Double Claro    | Светло-коричневый с зелёным оттенком |          |
| Claro           | Светло-коричневый с жёлтым оттенком  |          |
| Colorado Claro  | Светло-коричневый                    |          |
| Colorado        | Коричневый                           |          |
| Colorado Maduro | Между коричневым и тёмно-коричневым  |          |
| Maduro          | Тёмно-коричневый                     |          |
| Oscuro          | Ближе к чёрному                      |          |

## Использование

### Курение
За счёт высокого содержания никотина (около 3%) и большого количества дыма сигарами не затягиваются в лёгкие[что?].
Погасшую сигару можно раскурить снова, но не более двух-трёх раз, и только пока она не остыла (в ином случае вкус и аромат резко изменятся на неприятный).
Крайне не рекомендуется намеренно гасить сигару — её нужно положить, чтобы она потухла сама (в кругу любителей сигар намеренное гашение сигары рассматривается как неуважение к выпустившему её мастеру и является признаком дурного тона).
Не стоит стремиться часто сбрасывать нагоревший пепел — он является естественным охладителем и способствует снижению скорости сгорания, и, соответственно, делает аромат менее грубым и более изысканным. Но даже если принято решение избавиться от лишнего пепла, не следует с силой стряхивать сигару (чтобы пепел опал, достаточно легонько прикоснуться к пепельнице).
В какой момент стоит завершить курение, зависит от самой сигары, от стиля и опыта курильщика. Докуривать сигару до самого кончика некоторые считают моветоном (якобы как минимум одна треть должна оказаться в пепельнице после сигарного досуга), но в действительности, в последней трети всего лишь собирается больше всего тяжёлых ароматических масел, в связи с чем эта треть становится самой «вкусной» — насыщенной как ароматами, так и никотином — поэтому «правило одной трети» следует считать скорее советом для начинающих, нежели правилом.

#### Сигара с напитками
Многие курильщики сигар предпочитают совмещать процесс выкуривания с распитием каких-либо напитков, имеющих аромат. Это могут быть как крепкие алкогольные напитки, такие как ром, коньяк или виски, так и менее крепкие, такие как портвейн и вина, или не содержащие алкоголя, например, кофе. Строгих правил по поводу сочетаемости тех или иных сигар с определёнными напитками нет, и большинство курильщиков подбирает сочетания по своему вкусу. Хорошей сигаре для раскрытия вкуса бывает достаточно и стакана воды, а плохой требуется сладкий напиток, к примеру, портвейн. 
Консультант, профессионально помогающий подобрать сигару к тому или иному напитку, или просто к нужному случаю или настроению, называется сигарный сомелье. Ранее для этих консультантов пытались придумать названия фумилье (от исп. fumar - курить) или витолье (от исп. vitola - сигара), но они так и не снискали популярности в лексиконе курильщиков и производителей. Ежегодно в рамках сигарного фестиваля в Гаване, традиционно проходящем в последнюю неделю февраля, проходит конкурс сигарных сомелье, где принимают участие профессионалы табачного дела со всего мира. 

### Хранение

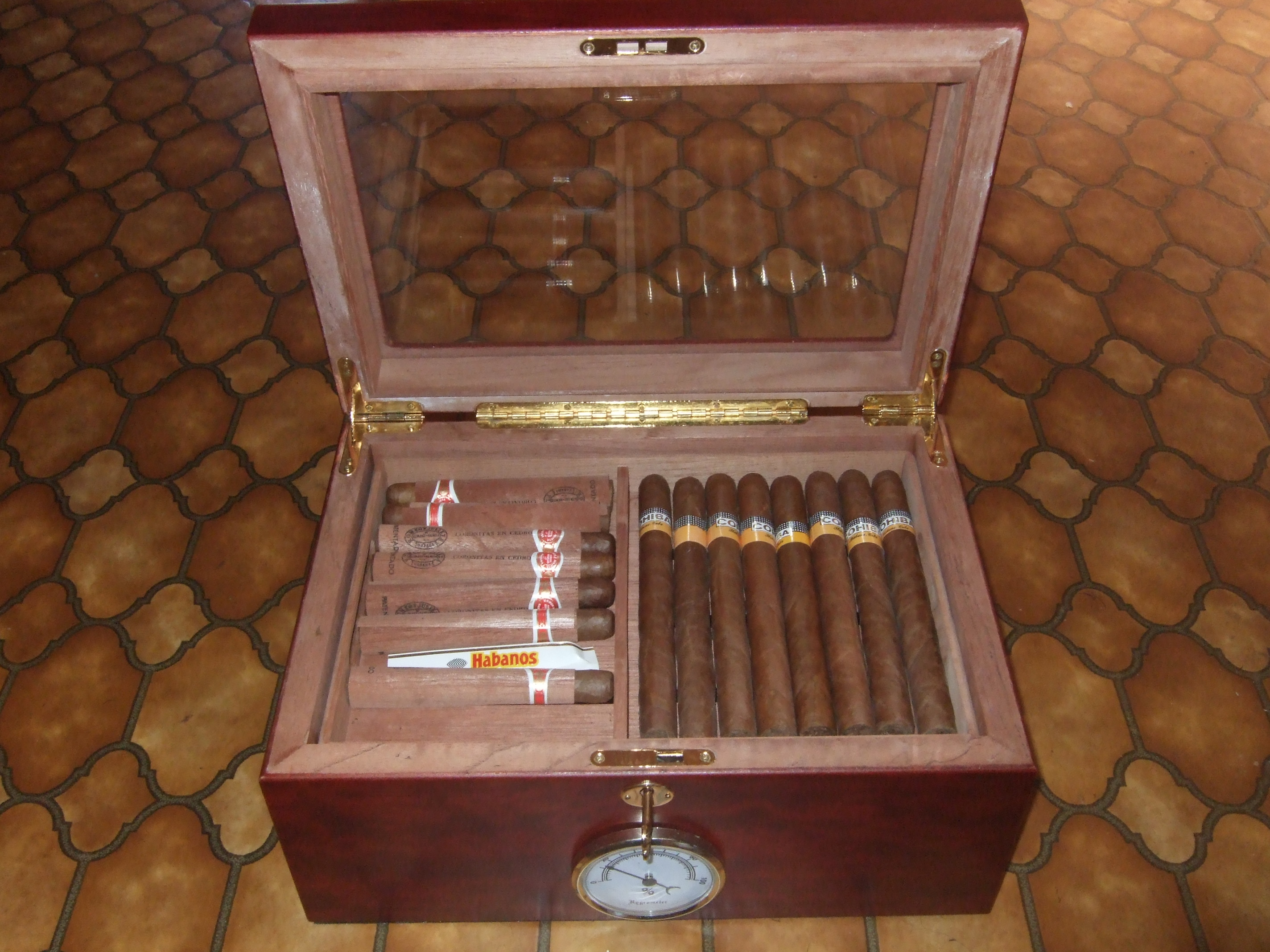
Сигары в хьюмидоре

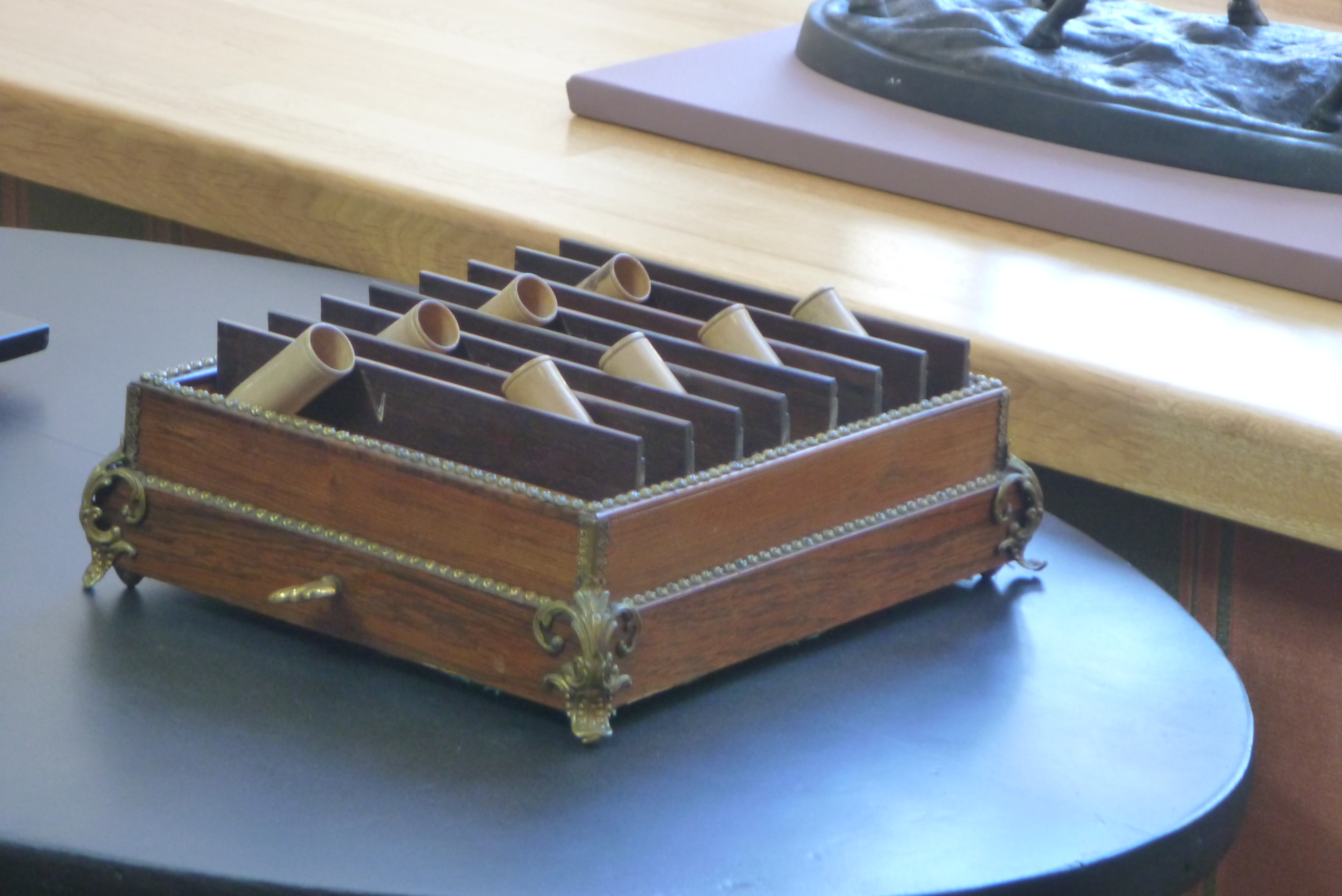
Старинный сигарный ящик на Демидовской даче. Для каждой сигары отдельная трубка

Основными характеристиками безопасного хранения сигар являются правильная влажность воздуха и температура. При правильно соблюдённых условиях хранения сигары могут не терять своих качеств многие годы.
Относительная влажность пространства, в котором хранится сигара, должна составлять около 70 %, что характерно для экваториального климата. Это самое важное условие правильного хранения, так как при меньшей влажности сигарные листы быстро иссохнут, станут тонкими и ломкими, а табачный аромат может значительно ухудшиться. В то же время при чересчур высокой влажности сигары сыреют и начинают портиться.
Также немаловажную роль при хранении играет температурный режим. Температура хранения не должна превышать +22—23 °C, так как при более высокой температуре в условиях повышенной влажности возрастает риск порчи табачного листа и появления вредителей. Оптимальная температура хранения сигар составляет +16—21 ºС.
Чтобы обеспечить столь точные условия хранения, курильщики используют специально оборудованные для этой цели деревянные ящики — хьюмидоры. Значительные по размерам хьюмидоры, предназначенные для хранения большого количества сигар (несколько сотен и более), называют сигарными шкафами.
Также при хранении сигар стоит обратить внимание на защиту от главных вредителей этих табачных изделий — жучка Lasioderma serricorne. Его личинки прогрызают тоннели в табачных листьях, поэтому при попадании этих насекомых в хьюмидор велика вероятность потерять все хранящиеся там сигары.

### Сигарные аксессуары
Средства для обрезания сигар

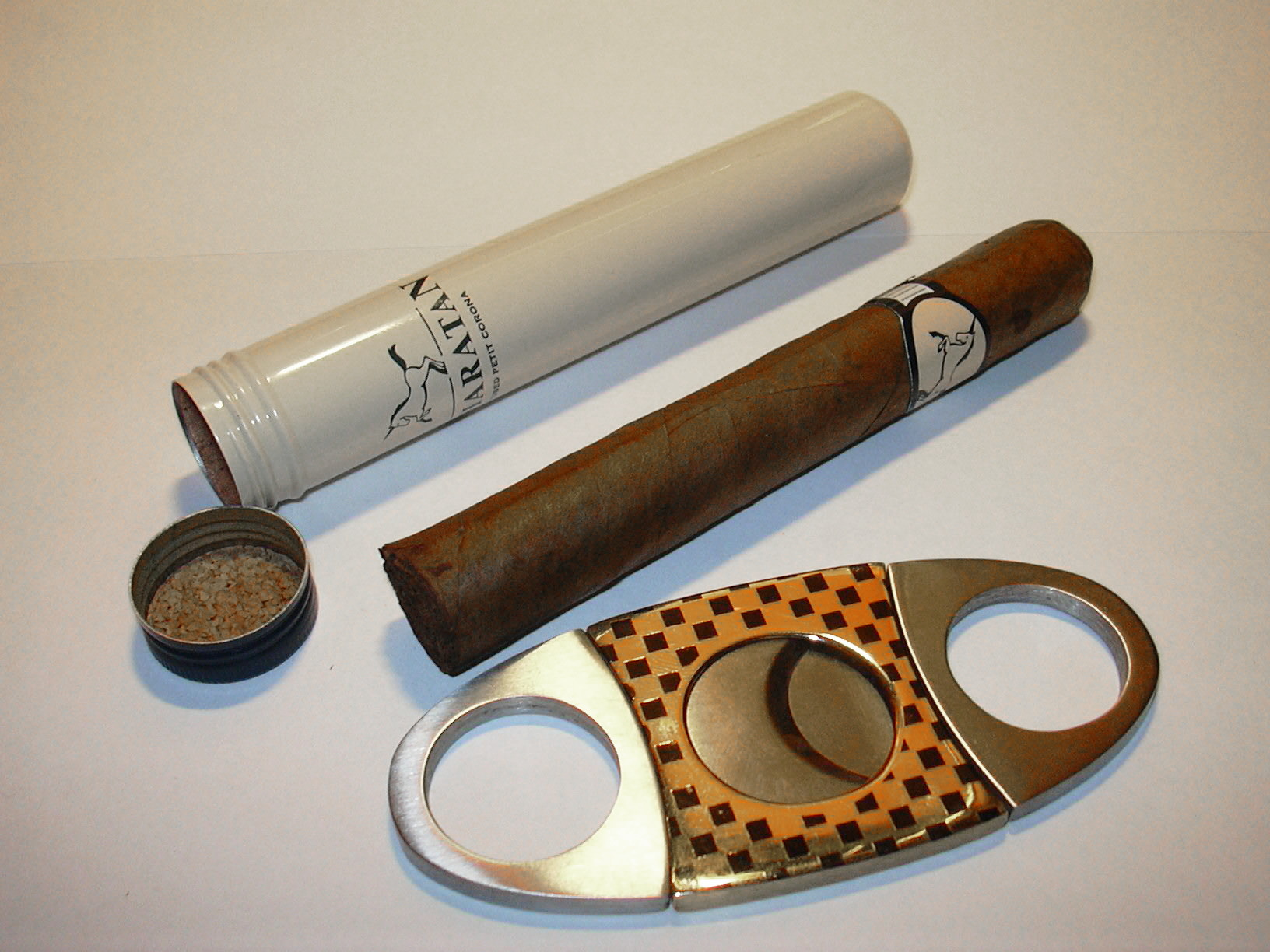
Гильотинка

Для обрезания сигарных головок используются специальные сигарные ножницы, гильотины или пробойники.
Гильотины бывают настольные и карманные. Настольные нередко имеют изысканный вид. Такая гильотина достаточно проста в обращении, отлично обрезает кончик сигары без особых усилий.
Карманные обычно носят с собой, если вдруг появится желание покурить сигару в дороге или в том месте, где настольных нет. Карманные гильотины бывают одно- и двухсторонними. В последних используются два подвижных ножа, при применении гильотины движущихся во встречном направлении. Это обеспечивает плотную фиксацию сигары в отверстии и её равномерное обрезание, тем самым исключая её деформацию, практически неизбежную при использовании односторонней гильотины. Пробойник же обычно не содержит подвижных частей, а его рабочей частью является расположенное по окружности лезвие, позволяющее сделать в сигарной головке отверстие нужного диаметра. Пробойник подходит только для сигар классической формы.
Зажигалки
При раскуривании сигар нередко используются специальные зажигалки для сигар. Для этого рекомендуют использовать только газовые зажигалки, но ни в коем случае не бензиновые, чтобы запах бензина не испортил аромат сигары. Также часто зажигалки для сигар производятся с гильотинами, что тоже может быть удобным для курильщика, так как позволяет не носить с собой лишних аксессуаров.
Пепельницы
Сигарная пепельница должна быть объёмной, спокойно вмещающей в себя сигару, находящуюся в перерыве между курением. В отличие от пепельниц для сигарет, сигарные зачастую имеют специальный горизонтальный жёлоб для каждой сигары, позволяющий класть сигару таким образом, чтобы кольцо горения не соприкасалось с дном пепельницы (что может ухудшить равномерность горения). Сигарные пепельницы бывают как на одну сигару, так и на две и более сигар.
Чехлы и тубы
Чехлы для сигар — это специальные кейсы, предназначенные для переноса сигар с собой, предотвращая их повреждение. Обычно изготавливаются из кожи и тонкого слоя дерева внутри (обычно это испанский кедр). Могут вмещать как одну сигару, так и несколько. Тубы для сигар выполняют ту же функцию, но изготавливаются из металла (чаще всего алюминия), вмещают только одну сигару и лучше защищают сигару от внешних воздействий, таких как влага или сторонние запахи. Однако ни чехлы, ни тубы не предназначены для длительного хранения сигар.

## Влияние на здоровье
Как и любая форма табакокурения, употребление сигар может вызвать серьёзные последствия для здоровья, приводя к значительному повышению риска развития разнообразных заболеваний, в том числе онкологических. Люди, выкуривающие несколько сигар ежедневно, рискуют получить: никотиновую зависимость, пародонтоз, выпадение зубов и различные формы онкологических заболеваний, типичных именно для курильщиков сигар: рак полости рта, горла и пищевода.
Риски развития серьёзных заболеваний увеличиваются пропорционально количеству выкуриваемых сигар. Так, например, курение 1-2 сигар в день увеличивает вероятность развития рака гортани в 6,5 раз, 5 и больше — увеличит в 26 раз, особенно при носительстве вируса папилломы человека.

## В массовой культуре
- В НАСА существовала традиция раскуривать сигары, отмечая успешное завершение полёта. Сигары раздавались в начале смены всем сотрудникам ЦУПа, зажечь их полагалось одновременно в тот момент, когда вернувшиеся из космоса астронавты ступали на палубу авианосца[45].
- С сигарами ассоциировались образы британского премьер-министра Уинстона Черчилля, американского певца Фрэнка Синатры и лидера кубинской революции Фиделя Кастро.